# 杜烈
杜烈（？—？），字仲武，蜀郡成都人。杜烈思維敏捷，見識過人，為人公正坦率，和順純粹，名譽與兄長杜軫相當。

## 生平
仕晉時，被舉薦為孝廉，歷任平康、牛鞞、南鄭、安陽縣令，政績斐然，後來杜烈被首選為郎中令。接著升遷為衡陽太守。之後聽聞杜軫去世，杜烈上書請求辭職，因為兄長的二子年幼弱小，而且兄長的屍身還漂泊在異鄉，所以想扶著兄長的靈樞還葬家鄉舊墳。司馬炎嘆惜杜軫的才能沒有好好被施展，因而嘉賞杜烈，於是轉拜杜烈為犍為太守，後又遷為湘東太守。為成都王穎郎中令。後生病逝世。
王崇與蜀漢名臣壽良、李密、陳壽、李驤、杜烈一同入京都洛陽，被稱為是梁、益二州有代表性的俊傑。壽良、李密、陳壽、李驤、杜烈五人雖然交情甚好但最終都疏遠陌生了，只有王崇一人憑著寬厚和順的性格，不分彼此，對待五人一視同仁，一直保持著深厚的友誼。

## 家庭

### 父親
- 杜雄，字伯休，官至蜀漢安漢、雒縣縣令。

### 兄弟姊妹
- 杜軫，字超宗，仕蜀官至蜀郡功曹，仕晉官至犍為太守。
- 杜良，字幼倫，西晉官員，被舉薦為秀才，歷任茶陵、新都縣令、國王郎中令，遷涪陵、建寧太守。